# Zone maritime particulièrement vulnérable
Une zone maritime particulièrement vulnérable (PSSA) est une zone définie par l'Organisation maritime internationale qui devrait faire l'objet d'une protection particulière, en raison de l'importance reconnue de ses caractéristiques écologiques, socio-économiques ou scientifiques et de son éventuelle vulnérabilité aux dommages causés par les activités des transports maritimes internationaux.

## Liste des zones maritimes particulièrement vulnérables (PSSA) approuvées
L'organisation maritime internationale a désigné les zones ci-dessous en tant que PSSA :
- En Océanie :
  - Récifs de la Grande Barrière, Australie (depuis 1990) ;
  - Extension de l'actuelle PSSA des récifs de la Grande Barrière pour inclure la région du détroit de Torrès, sur proposition de l'Australie et de la Papouasie-Nouvelle-Guinée (2005) ;
  - Extension de l'actuelle PSSA des récifs de la Grande Barrière et du détroit de Torrès pour inclure la partie Sud-Ouest de la mer de Corail (2015) ;
  - Passage de Jomard, Papouasie-Nouvelle-Guinée (2016) ;
- En Amérique :
  - Archipel de Sabana-Camagüey, Cuba (1997) ;
  - Île de Malpelo, Colombie (2002) ;
  - Zone maritime entourant les Cayes de Floride, États-Unis (2002) ;
  - Réserve nationale de Paracas, Pérou (2003) ;
  - Archipel des Galápagos, Équateur (2005) ;
  - Monument national marin de Papahānaumokuākea, États-Unis (2007) ;
  - Banc de Saba, au Nord-Est de la zone maritime caraïbe du Royaume des Pays-Bas (2012) ;
- En Europe :
  - Mer des Wadden, Allemagne, Danemark et Pays-Bas (2002) ;
  - Eaux d'Europe occidentale (2004) ;
  - Îles Canaries, Espagne (2005) ;
  - Zone de la mer Baltique, Allemagne, Danemark, Estonie, Finlande, Lettonie, Lituanie, Pologne et Suède (2005) ;
  - Bouches de Bonifacio, France et Italie (2011) ;
  - Mer Méditerranée nord-occidentale (2022).
- En Asie : 
  - Parc naturel du récif de Tubbataha, mer de Sulu, Philippines (2017) ;